# Georges Millot
 (mars 2019).
 (avril 2017).
Si vous disposez d'ouvrages ou d'articles de référence ou si vous connaissez des sites web de qualité traitant du thème abordé ici, merci de compléter l'article en donnant les références utiles à sa vérifiabilité et en les liant à la section « Notes et références ».
Georges Millot, né le 24 mai 1917 à Troyes et mort le 10 septembre 1991 à Strasbourg est un géologue français.

## Biographie
Georges Millot est né d’un père receveur des contributions directes, Marius Millot (1885-1955), et de Madeleine Merlin (1895-1922). Il a passé sa prime jeunesse à Troyes, auprès de ses grands-parents, après le décès de sa mère. Puis sa jeunesse fut parisienne, au sein d’une famille de huit enfants. Il fréquenta d’abord l’école communale de l’île Saint-Louis, où il eut comme instituteur Édouard Bled, auteur d’une fameuse grammaire, puis le lycée Charlemagne, et enfin l’École Normale Supérieure en 1938.
Trois ans plus tard, et après son passage sous les drapeaux, il était reçu premier à l'agrégation de sciences naturelles, et fut nommé assistant à l'université de Nancy auprès de Marcel Roubault, et professeur à l’École nationale supérieure des Mines de Nancy et à l’École nationale supérieure de Géologie appliquée, dont il fut sous-directeur jusqu’à son départ pour Strasbourg (1942-1954). Pendant cette période, et outre ses charges d’enseignant, il prépara également une thèse très novatrice intitulée Les Relations entre la constitution et la genèse des roches sédimentaires argileuses qui fut soutenue en 1950 et eut un grand retentissement.
En 1954, Georges Millot fut installé dans la chaire de Géologie de l'Université de Strasbourg et prit la direction de son Institut de Géologie, du Service de la Carte géologique d'Alsace-Lorraine, de la Bibliothèque des Sciences de la Terre et de l’édition d’un périodique trimestriel Sciences Géologiques. Il y développa un  laboratoire d’étude des argiles qui aura rapidement une renommée internationale et, en 1963, il fut à l’origine de la création, par le CNRS, d’un « Centre de recherches de sédimentologie et  géochimie de la surface » qu’il dirigea pendant plus de vingt ans. L'année suivante parut La géologie des argiles : Altérations, Sédimentologie, Géochimie qui devint rapidement un classique et fut traduit en russe (1968) et en anglais (1970). À partir de l’étude approfondie des argiles et des sédiments argileux, les travaux de Georges Millot rebondirent dans les domaines de la géologie appliquée (géologie pétrolière, géologie minière), de l’hydrogéologie, de la pédologie et de la géochimie de la surface proprement dite, plus particulièrement en milieu tropical. Georges Millot se définissait comme un professeur et un serviteur de l’État,,,,.

### Famille
Georges Millot était marié à Lison Ferré, chercheur libre en archéologie biblique auprès de la Faculté de Théologie Protestante de Strasbourg. Ils ont eu huit enfants. Ils étaient engagés dans le Mouvement personnaliste et communautaire « Vie Nouvelle », dont lui a été président de 1961 à 1971, avec Jacques Delors comme collaborateur.

## Distinctions  honorifiques
- Commandeur de l'ordre des Palmes académiques (1965)
- Chevalier de l'ordre des Arts et des Lettres (1969)
- Officier de l'ordre national du Mérite (1971)
- Officier de la Légion d'honneur (1982)
- Officier de l'ordre du Mérite agricole (1982)

## Distinctions scientifiques
- Membre d'honneur de la Société belge de géologie (1973)
- Médaille d'or de la Recherche et de l'Invention (1978)
- Docteur honoris causa de l'université complutense de Madrid (1979), de l'université de Pavie (1981), de l'Université de Neuchâtel (1981) et de l'université Hacettepe d'Ankara (1991)

## Académies
- Membre associé de l’Académie royale des Sciences, des Lettres et des arts de Belgique (Bruxelles) (1975)
- Membre de l’Académie des Sciences, Institut de France (1977).

## Prix
- Prix de l’Académie des Sciences destiné au domaine des sciences naturelles compris de la façon la plus large : Prix Millet Ronssin 1964
- Prix de Géologie appliquée de la Société géologique de France : Prix Gosselet 1963
- Prix belge de Géologie : Médaille A. Dumont 1966
- Grand Prix de la Société géologique de France : Prix Gaudry 1983

## Publications
- 1964 : Géologie des argiles : Altérations, Sédimentologie, Géochimie, Paris: Masson (OCLC 551654941 et 626371653)
- 1970 : Titres Et Travaux Scientifiques: De Georges Millot, Strasbourg: Institut de géologie, 1970. (OCLC 462192470)
- 1975 : Georges Millot et Daniel Jeannette, Altération des grès: La Maladie des pierres de grès : La Cathédrale de Strasbourg, Paris: Imprimerie Lafayette. (OCLC 31138304)
- 1979 : Georges Millot, Michel Steinberg, M. Treuil et J C. Touray, Géochimie: Principes Et Méthodes : 2 : Cristallographie Et Éléments En Traces, Paris: Dolin.  (ISBN 9782704001316 et 2704001316)
- 1980 : Exposés De Géologie, Paris: Gauthier-Villars. (OCLC 311497277)